# Elimo
Elimo (in greco antico: Ἔλυμος?, Élymos) è un personaggio della mitologia greca.

## Il mito
Secondo alcuni autori Elimo era figlio illegittimo di Anchise e dunque fratellastro di Enea, che seguì nel suo esilio fino in Sicilia; qui egli decise di fermarsi, fondando poi numerose città insieme al re Aceste che aveva accolto i profughi troiani. Dette il suo nome al gruppo di coloni Troiani con lui immigrati che formarono in seguito il nucleo del popolo elimo.
Secondo il libro V dell'Eneide, invece, Elimo non è parente di Enea, bensì suddito di Aceste: egli partecipa ai giochi funebri in onore di Anchise a Drepanon.